# 宇喜多直家
宇喜多直家，出生於享祿2年（1529年）卒於天正9年陰曆2月14日（1581年3月18日），是日本戰國時代的大名。通稱三郎左衛門尉，武家官位和泉守。豐臣五大老宇喜多秀家之父，父親是宇喜多興家，正室為阿福之方。

## 經歷
西元1529年，宇喜多直家出生在備前國邑久郡豐原莊（現岡山縣瀨戶内市邑久町）的砥石城，幼名八郎，為宇喜多興家長子。
宇喜多氏為備前守護代浦上氏家臣，直家祖父宇喜多能家先後效力浦上氏則宗、宗助、村宗三代。西元1531年六月，浦上村宗隨幕府管領細川高國發兵進攻堺，卻反遭三好元長突擊，高國切腹自殺，村宗亦於此戰殞命(大物崩)。村宗長子浦上政宗繼承其在播磨的領地，以室津城為居城；次子浦上宗景則繼承備前的領地，以天城山城為居城，浦上家一分為二。天文3年（1534年），宇喜多能家為宗景家臣島村盛實所暗殺，當時僅六歳的八郎與其父興家因而到處流浪，興家也於1536年病逝(一說為1540年)。因八郎生母與浦上宗景正室有遠親血緣，在經宗景同意後，八郎得以繼承宇喜多家家督並成為浦上氏家臣。西元1544年，十六歲的八郎元服，改名宇喜多三郎左衛門直家，並獲浦上宗景賞賜乙子城做為居城，能家死後四散的家臣也紛紛先後歸來，宇喜多氏開啟嶄新的一頁。
天文20年(1551年)，浦上宗景做主，直家迎娶沼城城主中山信正之女，以為監視原為地方豪族而來歸降的信正。永祿2年(1559年)，中山信正與島村盛實聯合備前北境不服從浦上氏統治的若干豪族起兵反叛，直家察覺後先發制人，以設宴之名邀請中山信正，趁著酒酣耳熱之際將其暗殺，稍後又派兵圍攻島村盛實所在的砥石城，盛實不敵自盡而亡，直家終於為祖父報仇。之後幾年，直家不斷協助宗景掃除備前的地方勢力，永祿5年(1562年)，金川城城主松田元賢歸順浦上氏，至此備前宣告統一。
永祿9年（1566年），備中豪族三村家親以毛利氏為後盾入侵美作。該年二月，家親佈陣於興禪寺，直家指使阿波細川氏的浪人遠藤俊通、秀清兄弟，以鐵炮將其暗殺，家親享年50歲。翌年初，三村家親之子三村元親動員備中境內豪族入侵備前復仇，雙方於明禪寺城展開合戰(明禪寺合戰)，最終直家以寡擊眾，成功驅逐入侵備前西部的備中勢力。明禪寺合戰後，直家趁機併吞有姻戚關係的金川城主松田元輝、元賢父子、岡山城主金光宗高等人的所領，逐漸擴大自己的知行地，成為浦上家唯一的實力者。
永祿12年(1569年)，織田信長與西播磨的赤松政秀結盟，因此直家背叛主君浦上宗景。但赤松政秀於青山・土器山之戰敗於黑田職隆、孝高父子，信長派遣的池田勝正、別所安治等織田軍也支援越前國侵攻，因此宗景反攻赤松政秀的龍野城，直家暫時降伏。
天正2年（1574年），直家擁立浦上宗景之兄浦上政宗的孫子久松丸叛變，事前並進行諜報計略工作，造成美作及備前國内等宗景配下的國人眾相繼離反，更與宗景的死敵-安藝國毛利氏軍事結盟，對浦上宗景形成極大壓力。
天正3年（1575年）與毛利家共同討滅三村氏。同年9月，策反宗景的心腹重臣明石景親等人，宗景遭到追放，只能退往播磨國，備前國及備中國之一部、美作國之一部均落入直家手中，直家追放浦上宗景後，致力剷除領內浦上舊勢力的武裝叛變，在討取茶臼山城主笹部勘二郎，以及美作鷲山城主星賀光重等人後，宗景勢力被完全剷除，直家最後「下剋上」取代浦上氏。
但是此時織田信長手下的羽柴秀吉已開始進軍中國地方、天正7年（1579年）10月、直家與毛利家斷交臣服於信長。並開始在美作、備前等地和毛利軍交戰、天正9年末病死在岡山城(但忌日被訂定在天正十年)。

## 人物
- 與出雲的尼子經久和安藝的毛利元就合稱「中國三大謀將」。

## 登場作品
小說
- 權謀起略（新人物往来社、廣瀨仁紀（日语：広瀬仁紀）著）
- 劍酢漿草之亂舞：備前宇喜多直家之生涯（山陽新聞、森本繁著）
- 黑之風雲兒（新人物往来社、高橋直樹（日语：高橋直樹 (作家)）著）
- 宇喜多秀家：備前物語（文藝春秋、津本陽（日语：津本陽）著）
- 宇喜多直家：秀吉恐懼的稀世謀將（(PHP研究所、黑部亨（日语：黒部亨）著）
- 惡徒：謀將・宇喜多直家（中央公論新社、東鄉隆（日语：東郷隆）著）
- 武將奸謀（双葉社、南條範夫（日语：南條範夫）著）
- 奸惡無限的武將：宇喜多和泉守直家（文藝春秋、南條範夫著）
- 宇喜多直家（文藝春秋、海音寺潮五郎著）
- 袖之火種（角川書店、中村彰彥（日语：中村彰彦）著）
- 宇喜多的捨嫁（文藝春秋、木下昌輝（日语：木下昌輝）著）
- 梟的系譜 宇喜多四代（講談社、上田秀人（日语：上田秀人）著）
- 阿修羅之契（小池書院、大竹直子著）

影視劇
- 女太閤記（1981年、NHK大河劇、演：森塚敏）
- 秀吉（1996年、NHK大河劇、演：秋山道男）
- 燃放愛情的戰國女子（日语：豊臣家の人々#映像作品）（1988年、TBS、演：山城新伍）
- 軍師官兵衛 （2014年、NHK大河劇、演：陣内孝則）